# Bibliothèque de Malminkartano
La bibliothèque de Malminkartano (finnois : Malminkartanon kirjasto) est une bibliothèque de la section de Malminkartano du quartier de Kaarela à Helsinki en Finlande,,.

## Présentation
La bibliothèque de Malminkartano a été fondée en 1986.
L'aile de la bibliothèque a été conçue par Kari Järvinen et Timo Airas dans le centre  polyvalent Puustelli de Malminkartano.
Le bâtiment a été achevé en 1984.
La majeure partie du bâtiment Puustelli est occupée par l'école primaire de Malminkartano.
La bibliothèque municipale de Malminkartano est un des établissements de la bibliothèque municipale d'Helsinki. 

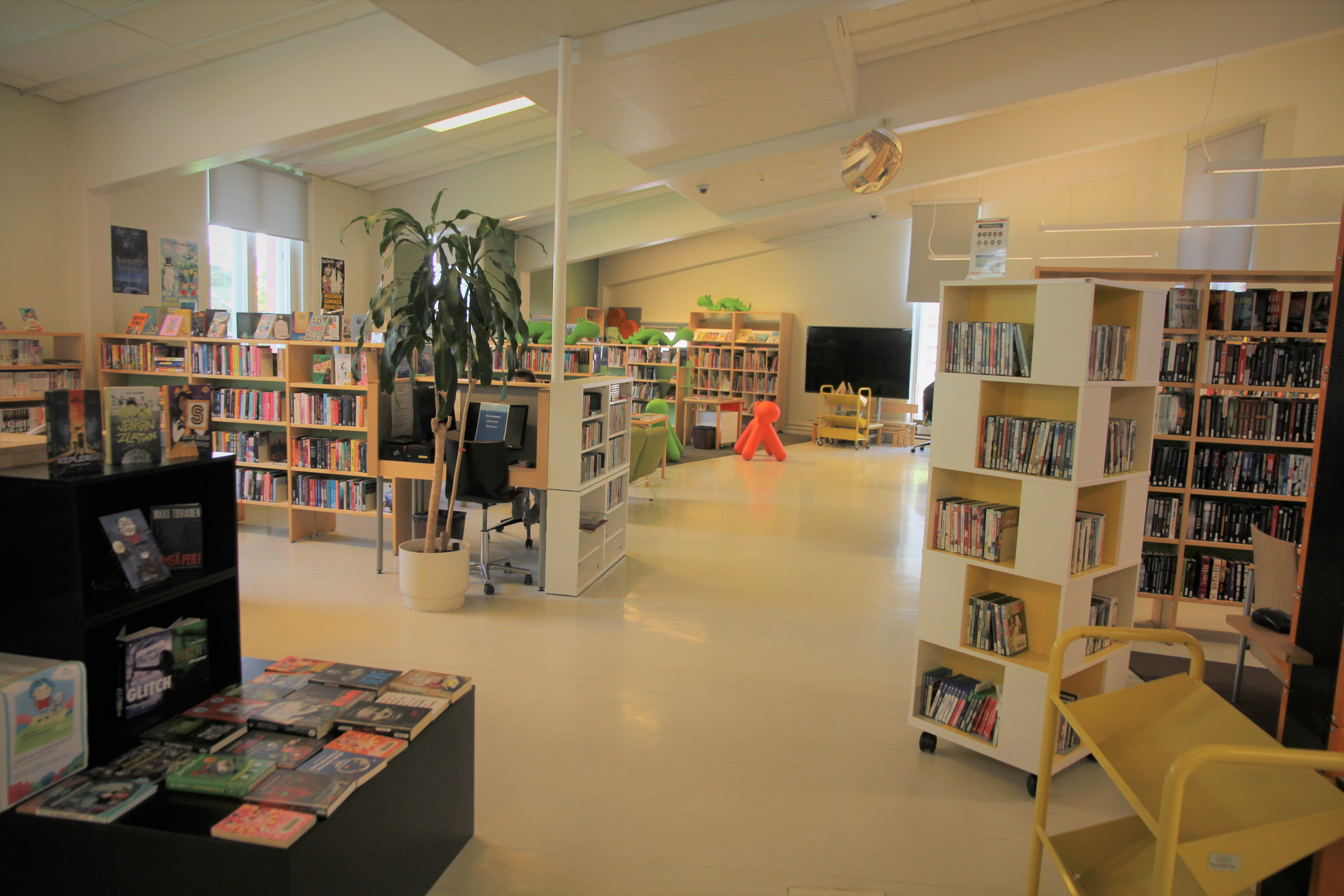
La bibliothèque de Malminkartano.

## Groupement Helmet de bibliothèques
La bibliothèque municipale de Malminkartano fait partie du groupement Helmet, qui est un groupement de bibliothèques municipales d'Espoo, d'Helsinki, de Kauniainen et de Vantaa ayant une liste de collections commune et des règles d'utilisation communes.